# Émilie Benoît
Émilie Benoît, née le 31 juillet 1941 à Fort-de-France est une comédienne, chanteuse, écrivaine et peintre française.

## Biographie
Elle est d'ascendance martiniquaise.

## Filmographie

### Cinéma
- 1966 : Massacre pour une orgie de Jean-Pierre Bastid
- 1974 : Un nuage entre les dents de Marco Pico : Mme Prévot
- 1980 : Brigade mondaine : Vaudou aux Caraïbes de Philippe Monnier
- 1981 : Neige de Jean-Henri Roger et Juliet Berto

### Télévision
- 1977 : Un juge, un flic de Denys de La Patellière, première saison (1977), épisode : Flambant neuf
- 1978 : Messieurs les jurés : L'Affaire Lizant Mariller d'André Michel
- 1980 : Petit déjeuner compris : Antoinette
- 1985 : Le Réveillon de Daniel Losset : Sylvette

## Collaborations
- Participation au conte musical Émilie Jolie (version de 2002), interprétant la sorcière, au milieu de nombreux autres artistes.

## Doublage
Films
- Cicely Tyson dans :
  - Airport 80 Concorde (1979) : Elaine
  - La Couleur des sentiments (2011) : Constantine Jefferson
  - Winn-Dixie mon meilleur ami (2005) : Gloria Dump
  - Alex Cross (2012) : Nana Mama

- Alfre Woodard dans :
  - Extremities (1986) : Patricia
  - Beauty Shop (2005) : Mme Joséphine

- 1982 : Meurtres en 3 dimensions : Fox (Gloria Charles)
- 1983 : Flashdance : Heels (Durga McBroom)
- 1985 : Mask : la professeure (Marsha Warfield)
- 1989 : L'Arme fatale 2 : Trish Murtaugh (Darlene Love)
- 1989 : Family Business :  la juge au premier procès (Isabell O'Connor)
- 1989 : Music Box : Georgine Wheeler (Cheryl Lynn Bruce)
- 1989 : Veuve mais pas trop : Rita Harcourt (Sister Carol)
- 1990 : Bons Baisers d'Hollywood : Julie Marsden (CCH Pounder)
- 1990 : Un ange de trop : Mrs. Stone (Ja'net DuBois)
- 1991 : Un baiser avant de mourir : l'infirmière (Billie Neal)
- 1992 : Malcolm X : Lorraine (Latanya Richardson)
- 1992 : Basic Instinct : l'infimière (Adilah Barnes)
- 1993 : Short Cuts : Harriet Stone (Andi Chapman)
- 1995 : Super Noël : la principale Crompton (Joyce Guy)
- 1996 : Spoof Movie : la mère de Cendar (Vivica A. Fox)
- 1998 : Black Dog : l'agent Avery (Lorraine Toussaint)
- 2000 : Erin Brockovich, seule contre tous : Anna (Adilah Barnes)
- 2000 : Road Trip : la femme dans le bus (Cleo King)
- 2001 : La Revanche d'une blonde : la juge  Marina R. Bickford (Francesca Roberts)
- 2001 : Docteur Dolittle 2 : la présentatrice TV (Shaun Robinson)
- 2001 : Sam, je suis Sam : Margaret Calgrove (Loretta Devine)
- 2003 : Bad Boys 2 : la femme en colère au magasin de télévisions (Sharon Wilkins)
- 2003 : La blonde contre-attaque : l'agent de sécurité (Octavia Spencer)
- 2004 : Bienvenue à Mooseport : Martha (Jackie Richardson)
- 2009 : Bad Lieutenant : Escale à La Nouvelle-Orléans : Binnie Rogers (Irma P. Hall)

Téléfilms
- 1999 : Au fil de la vie :  Frances Martin (Janet MacLachlan)

Séries télévisées
- Sharon Epatha Merkerson dans :
  - New York, police judiciaire (1993-2010) : Anita Van Buren
  - New York, section criminelle (2002) : Anita Van Buren
  - New York, police judiciaire (2005) : Anita Van Buren
  - New York, cour de justice (2005) : Anita Van Buren

- 1994 : Viper : Mara Wilkes (Fay Hauser)
- 1996 : Arabesque : Olivia Archer (Deborah Lacey)
- 2001-2002 : The Job : Adina Philipps (Janet Hubert)
- 2002 : X-Files : Aux frontières du réel : Monique Samspson (Andi Chapman)
- 2003 : The Practice : Donnell et Associés : la première jurée (Gina Fields)
- 2005 : À la Maison-Blanche : Marla Whorisky (Cleo King)
- 2006 : Rescue Me : Les Héros du 11 septembre : Karlene (Harriet D. Foy)
- 2008 : Grey's Anatomy : Mme Bird (Francesca Roberts)
- 2009 : Les Feux de l'amour : Virginia Hamilton (Della Reese)

## Livres audio
Elle a aussi raconté et présenté des contes antillais :
- Histoire de la lune vagabonde…, éditions Larousse, 1988.
- Ti pocame et l'Oranger sorcier, éditions Larousse, 1993.